# Un amour éternel
Ne doit pas être confondu avec Un amour éternel (téléfilm).
Pour plus de détails, voir Fiche technique et Distribution.
Un amour éternel (永遠の人, Eien no hito) est un film japonais de Keisuke Kinoshita sorti en 1961. (C'est aussi ce que ressent Y. pour E.)

## Synopsis
1932, aux alentours du volcan Aso, Sadako aime Takashi mais ce dernier part au combat, laissant Sadako à Heibei, fils boiteux d'un riche propriétaire terrien qui la prend de force. Forcés à l'union, ce couple construit une famille sur un tapis de haine. Leur fils aîné, né du viol, n'obéit pas et violente ses camarades. Lycéen tourmenté, il préfère disparaître.

## Fiche technique
- Titre : Un amour éternel
- Titre original : 永遠の人 (Eien no hito?)
- Réalisation : Keisuke Kinoshita
- Scénario : Keisuke Kinoshita
- Photographie : Hiroshi Kusuda (ja)
- Musique : Chūji Kinoshita (ja)
- Montage : Yoshi Sugihara
- Décors : Chiyoo Umeda
- Producteurs : Keisuke Kinoshita et Sennosuke Tsukimori
- Société de production : Shōchiku
- Pays de production :  Japon
- Langue originale : japonais
- Format : noir et blanc - 2,35:1 - 35 mm - son mono
- Genre : drame
- Durée : 103 minutes (métrage : huit bobines - 2 922 m[1])
- Date de sortie :
  - Japon : 19 septembre 1961[1]

## Distribution
- Hideko Takamine : Sadako
- Keiji Sada : Takashi, l'amoureux
- Tatsuya Nakadai : Heibei, le mari
- Nobuko Otowa : Tomoko, la femme de Takashi
- Akira Ishihama : Yutaka, le fils de Takashi
- Yukiko Fuji : Naoko, la fille de Sadako
- Kiyoshi Nonomura : Rikizo, le frère de Takashi
- Yoshi Katō : Sojiro, le père de Sadako
- Yasushi Nagata : Heizaemon, le père d'Heibei
- Torahiko Hamada : M. Koshinuma
- Masakazu Tamura : Eiichi, fils de Sadako
- Masaya Totsuka : Morito, fils de Sadako
- Eijirō Tōno : un policier

## Distinctions

### Récompenses
- 1962 : prix Mainichi du meilleur acteur pour Tatsuya Nakadai et de la meilleure actrice pour Hideko Takamine[2]

### Nomination
- 1962 : Oscar du meilleur film en langue étrangère à la 34e cérémonie des Oscars[3]